# Leucopholis tetaranus
Leucopholis tetaranus är en skalbaggsart som beskrevs av Brenske 1896. Leucopholis tetaranus ingår i släktet Leucopholis och familjen Melolonthidae. Inga underarter finns listade i Catalogue of Life.